# Hulk Rojo

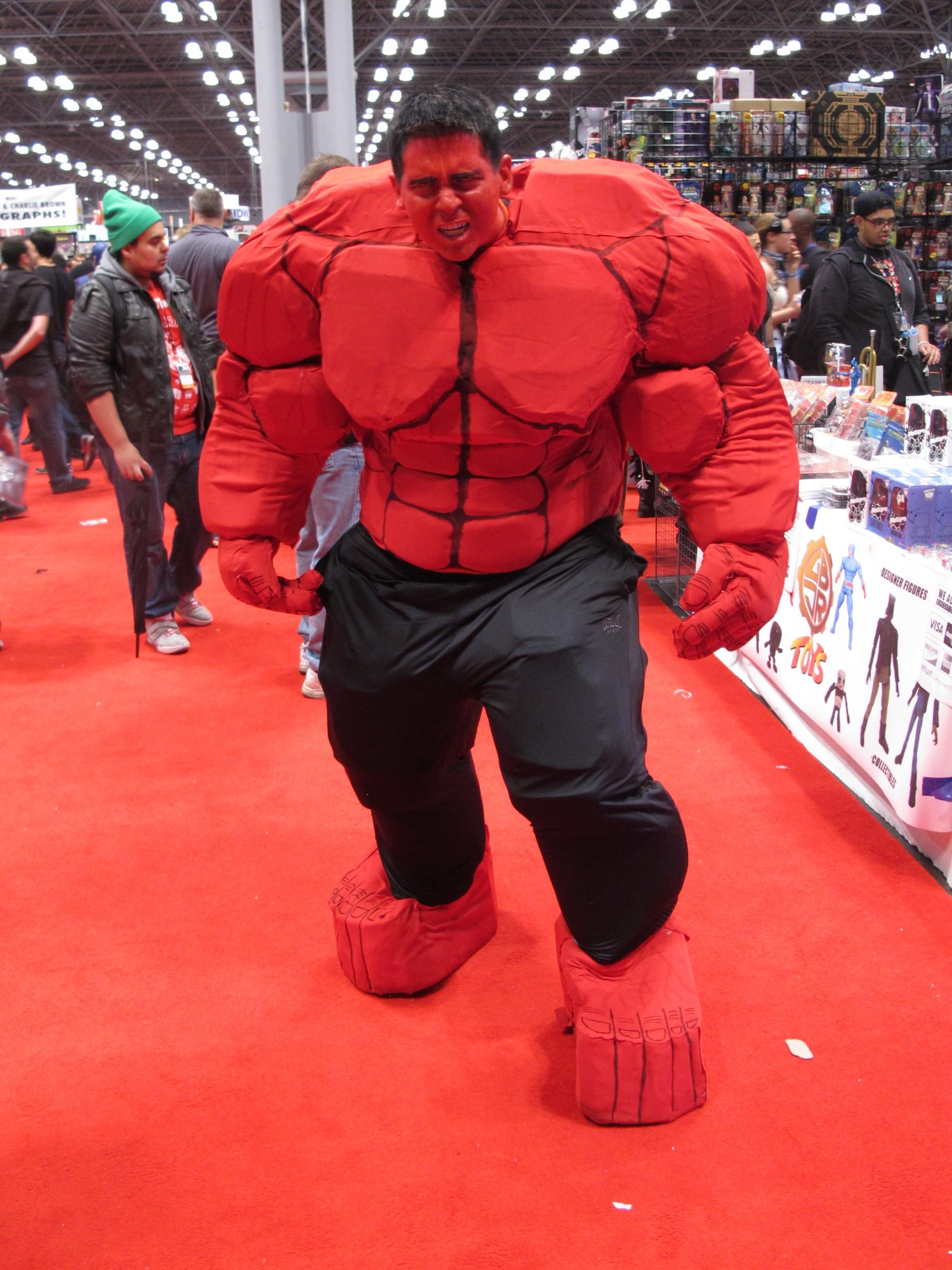
Cosplay de Hulk Rojo en New York Comic Con, 2014

Hulk Rojo (inglés: Red Hulk)  es un alias que utilizan diferentes personajes ficticios que aparecen en los cómics estadounidenses publicados por Marvel Comics. Si bien los dos primeros fueron creados a partir de miembros del ejército de Rusia, el tercero es una forma de la personalidad de Joe Fixit de Hulk. El personaje ha aparecido en numerosas adaptaciones en medios junto con los cómics, incluidos varios programas de televisión animados, videojuegos y en la película del Universo cinematográfico de Marvel Captain America: Brave New World.

## Biografía del personaje ficticio

### Thunderbolt Ross
La primera encarnación de Red Hulk (también conocida como Rulk) apareció por primera vez en la serie de Hulk que debutó en 2008. La historia de "World War Hulks" de 2010 revela que este ser es el General Thunderbolt Ross del Ejército de los Estados Unidos, el suegro y némesis de larga data del original Hulk, Bruce Banner. La historia revela que las organizaciones A.I.M. y la Inteligencia le dieron la capacidad de transformarse en Red Hulk, y que hizo esto para poder luchar mejor contra el Hulk original.

### Robert Maverick
El origen del segundo Red Hulk aparece en la edición de 2017 de U.S.Avengers. El general de cuatro estrellas, Robert Maverick, es seleccionado por su perfil genético para crear un ser que está "a mitad de camino de un hulk". Un dispositivo llamado Hulk Plug-In, creado por Avengers Idea Mechanics (una compañía de tecnología legítima creada a partir de los restos de la extinta organización de supervillanos Advanced Idea Mechanics), se implanta en la muñeca de Maverick. Cuando se activa, lo convierte en una variación de Red Hulk durante una hora aproximadamente cada día y medio. A diferencia de la versión Thunderbolt Ross de Red Hulk, Maverick conserva su bigote en su forma de Hulk y usa sus gafas de sol. Se une a los U.S.Avengers.

### Joe Fixit
La personalidad de Joe Fixit de Hulk luego obtuvo la capacidad de transformarse en su versión de la forma de Hulk Rojo cuando estaba en el infierno.

## Poderes y habilidades
Red Hulk tiene fuerza, durabilidad y resistencia sobrehumanas, comparables a las de Hulk. Es capaz de absorber radiación, que su cuerpo puede metabolizar para aumentar la fuerza. Sin embargo, a diferencia de Hulk, cuando se enoja más, no se vuelve más fuerte, sino que emite más calor. El límite superior de temperatura de este calor no se ha especificado, pero cuando luchó contra Hulk, durante la primera historia de Red Hulk, este calor creó un aura de luz alrededor de los dos gigantes, y derritió la arena del desierto en la que se encontraban en un disco de vidrio. Al menos docenas de pies de diámetro. En este nivel, Red Hulk se debilita y es vulnerable a que Hulk lo deje inconsciente.

## Otras versiones
Durante la historia de "Secret Wars" de 2015, un Red Hulk no identificado llamado el Rey Rojo se representa como el barón del dominio de Battleworld de Groenlandia. Una variación del Capitán América llamada simplemente Capitán es enviada a Groenlandia por el Emperador de Dios, Doom, y el Sheriff Strange, para matar al Rey Rojo, que está haciendo prisionero a Bucky Barnes. Después de que el Rey Rojo revela a ese grupo que él ya mató a Barnes, el Capitán mata al Rey Rojo.

## En otros medios

### Televisión
- Thunderbolt Ross / Hulk Rojo aparece en The Avengers: Earth's Mightiest Heroes, con la voz de Fred Tatasciore.[12]
- Thunderbolt Ross / Hulk Rojo aparece en Hulk and the Agents of S.M.A.S.H., con la voz de Clancy Brown.[12][13][14]
- Thunderbolt Ross / Hulk Rojo aparece en el episodio de cuatro partes de Ultimate Spider-Man, "Contests of Champions", nuevamente con la voz de Clancy Brown.[12]
- Thunderbolt Ross / Hulk Rojo aparece en Avengers Assemble, nuevamente con la voz de Clancy Brown.[12]

### Película
Thaddeus "Thunderbolt" Ross / Hulk Rojo aparece en la película del Universo cinematográfico de Marvel (UCM), Captain America: Brave New World (2025), interpretado por Harrison Ford.Antes del estreno de la película, se consideró que Ross / Hulk Rojo apareciera en las películas anteriores Capitán América: Civil War (2016) y Avengers: Endgame (2019) con William Hurt en el papel.Además, se consideró una película con Hulk y Hulk Rojo, pero el proyecto nunca entró en desarrollo debido a conflictos con Universal Pictures, que posee los derechos cinematográficos de Hulk y todos los personajes relacionados.

### Videojuegos
- Thunderbolt Ross / Hulk Rojo aparece como un personaje jugable en la versión para Xbox 360 exclusiva de GameStop de The Incredible Hulk (2008).[19]
- Hulk Rojo aparece como un traje alternativo para Hulk en Marvel: Ultimate Alliance 2,[20] Marvel Super Hero Squad, Marvel vs. Capcom 3: Fate of Two Worlds, Ultimate Marvel vs. Capcom 3, Marvel Super Hero Squad: The Infinity Gauntlet y Marvel vs. Capcom: Infinite.
- Thunderbolt Ross / Hulk Rojo aparece como un personaje jugable en Marvel Super Hero Squad Online, con la voz de Tom Kenny.[12]
- Thunderbolt Ross / Hulk Rojo aparece como un personaje desbloqueable en Marvel: Avengers Alliance.
- Thunderbolt Ross / Hulk Rojo aparece como un personaje jugable en Lego Marvel Super Heroes, nuevamente con la voz de Fred Tatasciore.[21]
- Thunderbolt Ross / Hulk Rojo aparece como un personaje jugable en Marvel Contest of Champions.
- Thunderbolt Ross / Hulk Rojo aparece como un personaje jugable en Marvel Future Fight con Robert Maverick / Hulk Rojo como un traje alternativo.[22]
- Thunderbolt Ross / Hulk Rojo aparece como un personaje jugable en Lego Marvel Vengadores.
- Thunderbolt Ross / Hulk Rojo aparece como un personaje jugable en Marvel Avengers Academy, nuevamente con la voz de Fred Tatasciore.[12]
- Thunderbolt Ross / Hulk Rojo aparece como un personaje jugable en Marvel Puzzle Quest.[23]
- Thunderbolt Ross / Hulk Rojo aparece como un personaje jugable en Lego Marvel Super Heroes 2.[24]